# Joaquim Haickel
Joaquim Elias Nagib Pinto Haickel, o simplement Joaquim Haickel, (São Luís, MA, 13 de desembre de 1959) és un advocat, escriptor, periodista, cineasta, empresari i polític brasiler que fou diputat de l'estat de Maranhão a la Cambra de Diputats del Brasil.

## Carrera política
Fill de Nagib Haickel i Clarice Pinto Haickel. El 1985 es va graduar com a advocat per la Universitat Federal de Maranhão, es va afiliar al PDS el 1980 i per aquest partit va ser elegit diputat estatal a les 1982 substituint el seu pare. Durant la legislatura va canviar de partit i va ser elegit, succeint també al seu pare, diputat federal pel PMDB a les 1986 i en què va participar en l'Assemblea Nacional Constituent responsable de la Constitució de 1988. Després de tres anys, va emigrar breument al PDC abans d'unir-se al PTB, tot i que no es va presentar a un nou mandat a les eleccions següents.
Durant el govern d'Edson Lobão, va ser subsecretari d'Afers Polítics i sotssecretari d'Educació. Entre el 1994 i 2000, va presidir la Federació de Tennis Maranhense i després va ser vicepresident de la Confederació Brasilera de Tennis. Cinc anys després de la mort del seu pare va assolir un nou mandat de diputat estatal a través del PRP a les 1998 i en tornar al PTB va ser reelegit a les 2002, però va obtenir el seu últim mandat al PMDB a les Eleccions estatals de Maranhão del 2006.

## Carrera artística
Membre de l'Academia Imperatrizense de Letras des d'abril] de 2006, Joaquim Haickel va ingressar a l'Academia Maranhense de Letras el juny del 2009. Vas publicar Confissões de uma caneta (1980), O quinto cavaleiro (1981), Garrafa de ilusões (1982), Manuscritos (1983), Antologia (1984), Antologia erótica (1985), Clara cor-de-rosa (1985), i Dito e feito (2009).
El seu curtmetratge Pelo Ouvido va rebre una menció a la XV Mostra de Cinema Llatinoamericà de Catalunya.